# Lovci, Jagodina
Lovci (izvirno srbsko Ловци) je naselje v Srbiji, ki upravno spada pod Mesto Jagodina; slednja pa je del Pomoravskega upravnega okraja.

## Demografija
V naselju živi 700 polnoletnih prebivalcev, pri čemer je njihova povprečna starost 43,2 let (42,2 pri moških in 44,2 pri ženskah). Naselje ima 250 gospodinjstev, pri čemer je povprečno število članov na gospodinjstvo 3,44.
To naselje je, glede na rezultate popisa iz leta 2002, večinoma srbsko, a v času zadnjih 3 popisov je opazen porast števila prebivalcev.
|  |

| Demografija | Demografija     | Demografija     |
| Leto        | Št. prebivalcev | Št. prebivalcev |
| ----------- | --------------- | --------------- |
|             |                 |                 |
|             |                 |                 |
|             |                 |                 |
|             |                 |                 |
| 1948        | 1103            |                 |
| 1953        | 1148            |                 |
| 1961        | 1176            |                 |
| 1971        | 1086            |                 |
| 1981        | 1021            |                 |
| 1991        | 1033            | 952             |
| 2002        | 1007            | 861             |
|             |                 |                 |

| Etnična sestava po popisu iz leta 2002 | Etnična sestava po popisu iz leta 2002 | Etnična sestava po popisu iz leta 2002 | Etnična sestava po popisu iz leta 2002 | Etnična sestava po popisu iz leta 2002 |
| -------------------------------------- | -------------------------------------- | -------------------------------------- | -------------------------------------- | -------------------------------------- |
| Srbi                                   | Srbi                                   |                                        | 846                                    | 98,25%                                 |
| Romuni                                 | Romuni                                 |                                        | 3                                      | 0,34%                                  |
| Vlahi                                  | Vlahi                                  |                                        | 3                                      | 0,34%                                  |
| Črnogorci                              | Črnogorci                              |                                        | 1                                      | 0,11%                                  |
| Neznano                                | Neznano                                |                                        | 0                                      | 0,0%                                   |